# Messung
Eine Messung ist der experimentelle Vorgang, durch den ein spezieller Wert einer physikalischen Größe als Vielfaches einer Einheit oder eines Bezugswertes ermittelt wird.
Die Messung ergibt zunächst einen Messwert. Dieser stimmt aber aufgrund störender Einflüsse mit dem wahren Wert der Messgröße praktisch nie überein, sondern weist eine gewisse Messabweichung auf. Zum vollständigen Messergebnis wird der Messwert, wenn er mit quantitativen Aussagen über die zu erwartende Größe der Messabweichung ergänzt wird. Dies wird in der Messtechnik als Teil der Messaufgabe und damit der Messung verstanden.
Die meisten physikalischen Größen können nicht direkt gemessen werden. Stattdessen werden mit dafür geeigneten Messgeräten eine oder mehrere andere Größen gemessen, die dann einen Rückschluss auf die eigentliche Messgröße zulassen. So messen beispielsweise die meisten Waagen nicht tatsächlich die Masse eines Körpers, sondern dessen Gewichtskraft im Schwerefeld der Erde. Trotzdem wird eine Masse in der entsprechenden Einheit (z. B. in Kilogramm) angezeigt.
Mit den theoretischen Grundlagen und der praktischen Umsetzung von Messungen befassen sich die Metrologie und die Messtechnik. Der dort geprägte Begriff „Messung“ wird auch auf andere Gebiete übertragen, wobei er allerdings mit einem anderen Sinn belegt wird. Beispielsweise scheitert eine Übertragung dieser Messvorstellung auf die Sozialwissenschaften daran, dass Maßeinheiten in diesem Sinne in den Sozialwissenschaften bislang fehlen.

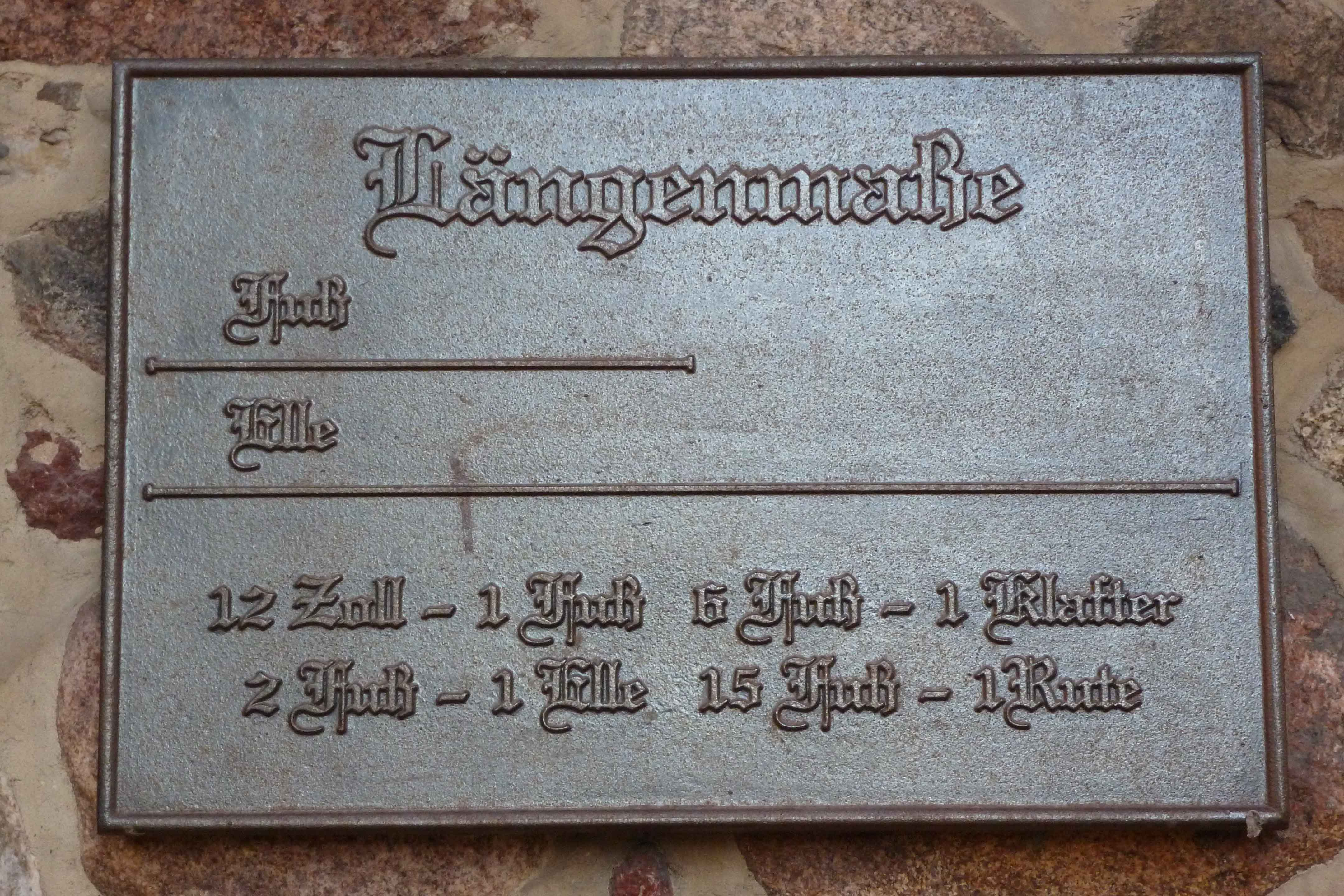
Grundlage für den Handel auf dem Markt in Meppen: Die von der individuellen Körpergröße abhängigen Längeneinheiten Fuß und Elle sind hier einheitlich festgelegt.

## Grundlagen
In DIN 1319 ist die Messung wie folgt definiert:

„Eine Messung ist das Ausführen von geplanten Tätigkeiten zu einer quantitativen Aussage über eine Messgröße durch Vergleich mit einer Einheit.“

### Vorbedingungen
Die Messgröße ist eine physikalische Größe, also ein Merkmal eines physikalischen Objekts, das quantifiziert werden kann. Sie besitzt somit ähnliche Eigenschaften wie die Zahlen in der Mathematik. Insbesondere kann man Größen gleicher Art addieren und miteinander vergleichen und man kann eine Größe durch die Multiplikation mit einem Faktor vervielfachen. Man beachte, dass dies nicht für alle Eigenschaften von Objekten gilt. Der Geruch eines Stoffes erfüllt diese Kriterien beispielsweise nicht. Daher ist er auch keine messbare Eigenschaft und kann nicht durch eine physikalische Größe beschrieben werden.
Wird nicht ein zahlenmäßiger Wert einer Größe bestimmt, sondern nur ermittelt, ob ein Objekt ein bestimmtes Kriterium erfüllt oder nicht, so spricht man nicht von Messen, sondern von Prüfen. Beispielsweise prüft ein Durchgangsprüfer, ob eine leitende Verbindung zwischen zwei Punkten besteht, während ein Widerstandsmessgerät misst, wie sehr der elektrische Strom durch den elektrischen Widerstand zwischen zwei Punkten behindert wird.
Um eine Messung durchführen zu können, müssen drei Aspekte der Messgröße klar definiert sein: Einheit, Gleichheit und Vielfachheit.
- Gleichheit: Woran erkennt man, dass zwei Größen gleicher Art einander gleich sind? Bei manchen Größen ist diese Frage trivial: Zwei Körper sind gleich lang, wenn man sie so aneinanderlegen kann, dass die Enden jeweils übereinstimmen. Zwei Massen sind gleich groß, wenn sich keine Schale der Balkenwaage senkt. Schwieriger ist es zu definieren, wann zwei Körper die gleiche Temperatur haben. Hier kann man sagen, dass sie die gleiche Temperatur haben, wenn sie sich im thermischen Gleichgewicht befinden. Meistens ist nach der Definition der Gleichheit auch klar, welche von zwei unterschiedlichen Größen „größer“ bzw. „kleiner“ ist.
- Einheit: Um einer Größe einen Wert zuordnen zu können, muss man definieren, was eine ein-fache Menge dieser Größe ist. Man kann dies willkürlich festlegen. So war beispielsweise die Einheit der Masse im internationalen Einheitensystem (SI) (das Kilogramm) bis 2019 durch einen Metallzylinder in Paris, genannt „Urkilogramm“, definiert, und in ähnlicher Weise sechs weitere Basiseinheiten, von denen alle anderen SI-Einheiten abgeleitet wurden. Seit der SI-Reform von 2019 sind alle SI-Einheiten durch sieben Naturkonstanten bestimmt, deren Zahlenwerte nach praktischen Gesichtspunkten durch Übereinkunft festgelegt wurden.[6]
- Vielfachheit: Schließlich muss festgelegt sein, wie man das Vielfache einer Größe realisiert. Beispielsweise erreicht man die doppelte, dreifache … Länge, indem man zwei, drei … gleich lange Maßstäbe aneinander reiht.

Sind diese drei Aspekte genau festgelegt, so ist die Größe messbar. Die Messgröße kann nun (zumindest prinzipiell) mit der Einheit verglichen und als Vielfaches von ihr dargestellt werden. Der Messwert ist also immer das Produkt aus einer reinen Zahl (der Maßzahl) und einer Einheit. Die Maßzahl alleine (ohne Einheit) hat keinerlei Aussagekraft über den Wert der Größe und erhält erst durch die Angabe der Einheit ihre Bedeutung.

### Gewinnung der Messwerte
Nur in den aller wenigsten Fällen kann man aber die Messgröße direkt mit der Maßeinheit vergleichen. Dies gelingt vielleicht bei der Messung von Längen durch das Anlegen eines Lineals an einen Gegenstand oder bei der Messung der Masse durch die Verwendung einer Balkenwaage. Meistens misst man jedoch eine oder mehrere andere, messtechnisch eher zugängliche Größen, die aufgrund eines bekannten physikalischen Effekts mit der Messgröße zusammenhängen, wenn sich jene einer direkten Messung entzieht. Ein bekanntes Beispiel ist das Flüssigkeitsthermometer zur Temperaturbestimmung. Es nutzt eine Flüssigkeit, die sich bei einer Zunahme der Temperatur ausdehnt. Wenn man also die Länge der Flüssigkeitssäule in einem Steigrohr mit konstantem Querschnitt misst, kann man daraus auf die Temperatur rückschließen. Ist der Zusammenhang linear (beim Flüssigkeitsthermometer ist das in guter Näherung der Fall), dann genügt es, wenn man zwei Fixpunkte kennt, um eine Skala anzubringen. In vielen Fällen ist der Zusammenhang jedoch nichtlinear. Dann muss vor der eigentlichen Messung eine große Zahl von Referenzmessungen durchgeführt werden, um jedem Anzeigewert einen Wert der Messgröße zuordnen zu können. Dieser Zusammenhang kann in Form einer Kalibrierfunktion oder grafisch als Kalibrierkurve dargestellt werden.
Weiterhin ist zu unterscheiden, ob das verwendete Messgerät analog oder digital arbeitet. Bei einer analogen Messung wird der Messwert durch eine stufenlose Verarbeitung des Messsignals ermittelt, bei einer digitalen Messung durch eine stufenweise Verarbeitung (DIN 1319-2).
- Bei einer analogen Messung wird häufig als Zwischengröße eine Strecke oder ein Winkel erzeugt, so dass der Messwert an einer Skala mit angepasster Skalenteilung abgelesen werden kann. Dabei folgt die Anzeige der Messgröße kontinuierlich. Auch Sensoren, die die Messgröße in einen Spannungspegel oder einen Widerstandswert umsetzen, zählen zu den analogen Messfühlern.
- Bei einer digitalen Messung wird häufig eine schrittweise einstellbare oder durch Zählung bestimmbare Zwischengröße erzeugt, so dass der Messwert aufgrund der Schrittposition oder des Zählerstandes an einer Ziffernanzeige abgelesen werden kann. Beispielsweise wird der Messwert in der Digitalelektronik oft in ein Datenwort übersetzt, also binär codiert. Der Wertebereich einer digitalen Messung ist beschränkt, weil nur diskrete Werte möglich sind. Die Anzeige bzw. Übertragung des Messwerts erfolgt diskontinuierlich, das heißt zeitlich getaktet. Durch die „Verwendung zählender Messgeräte wird in der Messtechnik zunehmend Zählen als besondere Art des Messens verwendet“ (DIN 1319-1).(Zu einer ausführlicheren Gegenüberstellung dieser beiden Messmethoden siehe Digitale Messtechnik).

### Messabweichung, Messunsicherheit
Jede Messung unterliegt störenden physikalischen Einflüssen, die nicht alle bekannt oder kontrollierbar sind. Der erhaltene Messwert weicht daher praktisch immer vom wahren Wert der Größe ab, die Differenz ist die Messabweichung. Die Größe der Messabweichung eines bestimmten Messwerts ist prinzipiell unbekannt, weshalb es unmöglich ist, durch Messung den wahren Wert einer Größe exakt zu bestimmen. Exakte Werte treten nur auf, wenn sie durch Definition festgelegt sind, z. B. die Vakuumlichtgeschwindigkeit. Der Messwert stellt somit nur eine Annäherung an den wahren Wert dar. Wie gut diese Annäherung gelungen ist, wird durch die Messunsicherheit ausgedrückt. Sie gibt die Breite des Wertebereichs an, in dem der wahre Wert der Messgröße mit angegebener Wahrscheinlichkeit liegt.
Bei der Messabweichung unterscheidet man zwei Komponenten:
- Zufällige Abweichung (auch: statistische Abweichung): Mehrere auf identische Weise erhaltene Messwerte stimmen im Allgemeinen nicht überein, sondern streuen in nicht vorhersagbarer Weise. Auch der Mittelwert einer solchen Messreihe zeigt bei Wiederholungen der ganzen Messreihe eine Streuung, die nach der Wahrscheinlichkeitsrechnung aber umso kleiner wird, je größer die Zahl der Messwerte ist (siehe „Gesetz der großen Zahlen“ oder Fehlerrechnung). Erst im unerreichbaren Grenzfall unendlich vieler Einzelmesswerte zeigt deren Mittelwert keine Streuung und könnte, wenn keine systematischen Abweichungen (s. u.) zu berücksichtigen wären, als der gesuchte wahre Wert angesehen werden. Bei Einzelmessungen oder bei Mittelwerten aus endlichen Messreihen gilt: Je größer der Streubereich aufgrund zufälliger Abweichungen, desto größer ist der zum Ergebnis gehörende Unsicherheitsbereich (die Messung ist weniger „sicher“), das Ergebnis ist aber nicht in einer bestimmten Richtung verfälscht (die Messung bleibt „richtig“). Man kann zwar den möglichen Bereich statistischer Abweichungen durch präzises Arbeiten und längere Messreihen verringern, ganz ausschließen kann man sie jedoch nie. Zu der zufälligen Abweichung eines Messwerts trägt neben unkontrollierbaren äußeren Einflüssen auch das endliche Auflösungsvermögen des Messgeräts bei. Es verhindert nämlich, dass der Messwert mit einer für den wahren Wert ausreichenden Genauigkeit abgelesen werden kann. Die Differenz zwischen dem wahren Wert und dem Ablesewert bleibt unbekannt und kann bei jeder Messung unterschiedlich groß ausfallen. Der Beitrag der zufälligen Abweichungen zur gesamten Messunsicherheit ergibt sich mit statistischen Methoden aus der Streuung der Einzelmesswerte einer Messreihe (siehe Fehlerrechnung).

- Systematische Abweichung: Hierbei sorgen Störeinflüsse auf die Messung (oder die Messreihe) dafür, dass das Ergebnis in eine bestimmte Richtung verfälscht wird. Der Messwert ist also (abgesehen von zufälligen Abweichungen) entweder stets größer oder stets kleiner als der wahre Wert der Messgröße. Dadurch wird das Messergebnis auch bei ansonsten präziser Messung weniger „richtig“. Soweit solche störenden Einflüsse genau bekannt sind, können und müssen sie bei der anschließenden Auswertung der Messung korrigiert werden. Wenn man beispielsweise die radioaktive Aktivität einer Substanz messen möchte, muss man vom gemessenen Wert den Nulleffekt abziehen. Sind die störenden Einflüsse aber nur mit einer gewissen Unsicherheit bekannt (wie z. B. beim Nulleffekt), vergrößert diese den Unsicherheitsbereich, mit dem das Endergebnis der Messung behaftet ist. Man ist daher bestrebt, systematische Abweichungen möglichst so gering zu halten, dass man sie vernachlässigen darf. Dazu muss man bei der Durchführung der Messung besondere Sorgfalt walten lassen (z. B. Messung von Lichtphänomenen in einem abgedunkelten Raum, Justierung des Messgeräts vor der Messung etc.).

### Ergebnis der Messung
Am Ende korrigiert man den erhaltenen Messwert (bei einer Messreihe identischer Messungen den Mittelwert) um die systematischen Abweichungen, soweit sie bekannt sind, und kann das Ergebnis als den bestmöglichen „Schätzwert“ für den wahren Wert der Messgröße ansehen. Für die Messunsicherheit, die mit anzugeben ist, kombiniert man den Beitrag der zufälligen Abweichungen mit demjenigen Unsicherheitsbereich, der aus ungenauer Kenntnis von systematischen Störeinflüssen resultiert.
Beispiel
Es soll die Dichte eines unbekannten Gases bestimmt werden. Hierzu wird ein Glaskolben mit einem Volumen von 1 Liter mit dem Gas befüllt und gewogen. Mehrere Wägungen ergeben im Mittel einen Wert von 0,751825 g für den Inhalt des Kolbens. Allerdings erfahren alle Körper in Luft einen gewissen Auftrieb (so auch der Glaskolben). Der Messwert weicht deshalb systematisch vom wahren Wert ab, und zwar um das Gewicht der verdrängten Luft. In diesem Fall entspricht das 1,225 g. Der Mittelwert muss um diesen Wert nach oben korrigiert werden. So erhält man einen korrigierten Mittelwert von 1,97825 g. Die einzelnen Messwerte streuen aufgrund unbekannter Störeinflüsse. Die Standardabweichung ihres Mittelwerts (die hier grob vereinfachend als Maß für die Unsicherheit herangezogen wird) betrage beispielsweise 0,00443 g. Die vollständige Angabe des Messergebnisses lautet also: „{\displaystyle \rho =\mathrm {1,9782\,g\,dm^{-3}} } mit einer Unsicherheit von {\displaystyle \mathrm {0,0044\,g\,dm^{-3}} }“. (Man beachte, dass nur so viele Stellen des Messergebnisses angegeben werden, wie auch durch die Analyse der Unsicherheit als gesichert gelten können.) Vergleicht man das Messergebnis mit Tabellenwerten, so findet man dort als Referenzwert für Kohlenstoffdioxid 1,9767 g dm−3, was im Rahmen der Messunsicherheit gut mit dem Messwert übereinstimmt.

## Ablauf einer Messung
Zum Messen gehören:
1. Eindeutige Definition der Messaufgabe (Messproblem) und der Messgröße:
Die Aufgabe, das Messobjekt und die physikalische Messgröße sind festzulegen.
2. Festlegung der Maßeinheit für das Ergebnis:
Die Einheit und ihr Einheitenzeichen sind in der Regel gemäß dem SI festgelegt, wählbar sind Vorsätze für Zehnerpotenzen (ebenfalls gemäß DIN 1301-1). 
 Beispiel für die Länge: mm, cm, m, km. 
 Beispiel für die Geschwindigkeit: m/s oder außerhalb des SI km/h oder für spezielle Anwendungsbereiche Knoten (DIN 1301-2). 
 Es gibt auch Größen ohne Maßeinheit („dimensionslose Größen“),[7][8] z. B. Brechungsindex, Anzahl, Winkel, deren Werte ohne Einheit angegeben werden oder mit einer Hilfsmaßeinheit.
3. Zusammenstellen der Randbedingungen:
Als Randbedingungen sind z. B. Eigenschaften des Messobjektes (Werkstoff, Oberflächenbeschaffenheit) und der Umgebung (Temperatur, Schwingungen) zu beachten.
4. Wahl einer Messeinrichtung oder eines Messgerätes:
Ausgehend vom Messprinzip und der Messmethode wird ein Messverfahren entwickelt, das in einer Messeinrichtung verwirklicht wird. Vielfach steht bereits ein fertiges Messgerät für die Messaufgabe zur Verfügung. (Definitionen der Begriffe siehe unten)
5. Kalibrieren von Messeinrichtung/Messgerät:
DIN EN ISO 9001 fordert die Rückführbarkeit aller Messungen auf nationale Normale. Dieses wird durch das Verfahren der Messmittelüberwachung gesichert. Dazu soll ein Messgerät in regelmäßigen Abständen kalibriert werden. Dabei ermittelt man den Messwert (Ausgangsgröße) bei einem als richtig anzusehenden Wert der Messgröße (Eingangsgröße) und die diesen Werten assoziierte Messunsicherheit. Falls der Messwert nicht mit dem Wert der Messgröße innerhalb vorgegebener Fehlergrenzen übereinstimmt, ist das Gerät neu zu justieren (einzustellen) oder die ermittelten Werte sind nachträglich rechnerisch zu korrigieren.
6. Festlegung des Messablaufs:
zeitliche bzw. örtliche Abfolge der Messungen: z. B. Reihenfolge von Einzelmessungen, Wiederholungen, Messreihe unter geänderten Bedingungen; räumliche Verteilung der Messpunkte (Messstellen), Messprofile, regelmäßiger Raster usw.
7. Durchführen der Messung und Ermitteln des Messergebnisses:
Es können eine Messung oder auch mehrere unter denselben Bedingungen gewonnene Messungen derselben Größe (Vergleichs-/Wiederholmessungen) durchgeführt werden. Dann sind Mittelwert und Standardabweichung zu berechnen.
Ferner können Messungen verschiedener Größen erforderlich sein, aus denen der Messwert der gesuchten Größe nach festgelegten mathematischen Beziehungen zu berechnen ist.
8. Berücksichtigung der Auswirkungen von Einflussgrößen:
Korrektur von systematischen Messabweichungen.
Je nach Umständen gehört hierzu auch eine Reduktion, d. h. eine Korrektur auf einheitliche Bedingungen.
9. Ermitteln des vollständigen Messergebnisses:
Ein vollständiges Messergebnis besteht aus dem Messwert (gegebenenfalls Mittelwert aus einer oder mehreren Messreihen oder dem berechneten Wert aufgrund anderer Messungen), ergänzt durch quantitative Aussagen zur Messunsicherheit.

## Weitere Begriffe zur Messung

### Messprinzip
„Die wissenschaftliche Grundlage eines Messverfahrens.“ (VIM: 1994); „Physikalische Grundlage der Messung.“ (DIN 1319-1:1995),
z. B. die Lorentzkraft als Grundlage einer Messung der elektrischen Stromstärke.

### Messmethode
„Spezielle, vom Messprinzip unabhängige Art des Vorgehens bei der Messung“ (DIN 1319-1),
z. B. Ausschlags-Messmethode, Nullabgleichs-Messmethode, Differenz-Messmethode
oder – nach anderem, davon unabhängigem Gesichtspunkt – analoge Methode, digitale Methode, siehe unten oder Digitale Messtechnik.

### Messverfahren
„Praktische Anwendung eines Messprinzips und einer Messmethode“ (DIN 1319-1),
z. B. Masseermittlung mit einer Balkenwaage und Gewichtsstücken nach der Nullabgleichs-Messmethode.

### Einflussgröße
Größe, die nicht Gegenstand der Messung ist, jedoch die Messgröße oder die von der Messeinrichtung gelieferte Information über den Messwert beeinflusst (nach DIN 1319-1), (siehe auch Querempfindlichkeit), z. B. Umgebungstemperatur, elektromagnetische Feldstärke.

### Messgerät, Messeinrichtung, Messwerk
Ein Messgerät wird definiert als „Gerät, das allein oder in Verbindung mit anderen Einrichtungen für die Messung einer Messgröße vorgesehen ist“ (DIN 1319-1). Zu allgemeinen Merkmalen von Messgeräten siehe Messmittel.
Häufig ist ein Messgerät Bestandteil einer Messeinrichtung, die definiert wird als „Gesamtheit aller Messgeräte und zusätzlicher Einrichtungen zur Erzielung eines Messergebnisses“ (ebenfalls DIN 1319-1).
Die Bezeichnung Messinstrument kommt im „Glossar der Metrologie“ nicht vor, in DIN 1319-1:1995 gilt als Übersetzung von „en: Measuring instrument“ ebenfalls Messgerät.
Das Messwerk ist in einem mechanischen Messgerät der aktive Teil. Zum Messwerk gehören das bewegliche Organ mit Zeiger und für die Wirkungsweise wichtigen Teile, z. B. Dauermagnet, Spule.

### Messobjekt
„Träger der Messgröße“ – „Messobjekte können Körper, Vorgänge oder Zustände sein.“ (DIN 1319-1), z. B.
- die Messgröße „Volumen eines vorliegenden Gefäßes“ ist Eigenschaft eines Messobjektes „Gefäß“
- die Messgröße „Flussdichte eines vorliegenden magnetischen Feldes“ ist Eigenschaft eines Messobjektes (Zustandes) „magnetisches Feld“.

### Absolutmessung und Relativmessung
In manchen Fällen ist es nicht möglich oder nicht praktikabel, eine Messgröße absolut zu messen, sondern nur relativ zu einer anderen Größe  oder zu derselben physikalischen Größe unter anderen Bedingungen, als Verhältnis oder Differenz. Wenn die Messgröße nicht in der passenden Maßeinheit ausgedrückt wird oder werden kann, steht an der Ordinate der graphischen Darstellung üblicherweise „Willkürliche Einheiten“ oder ähnliches. Entsprechend wird der Nullpunkt als „willkürlich“ gekennzeichnet, wenn die Messung nur als Differenz zu einem nicht näher bestimmten Referenzwert dargestellt werden kann.
Die Bezeichnungen „Absolutmessung“ und „Relativmessung“ werden in der Literatur nicht einheitlich verwendet.

## Grenzen für Messungen

### Messbarkeit
Messbar ist eine Größe, wenn es ein Messprinzip gibt, nach der sie sich messen lässt, wenn sie also innerhalb physikalischer Betrachtungsweise sinnvoll definiert werden kann, und daher insbesondere quantifizierbar ist. Dies umfasst auch alle Ansprüche der Reproduzierbarkeit des Messergebnisses.
Messbar sind physikalische Größen. Manche nicht physikalische Größen lassen sich auf physikalische Größen zurückführen wie Lautstärke auf Schalldruck, Farbwahrnehmungen auf die Verteilung im Lichtspektrum.
Die Ermittlung von Größen, denen eine physikalisch definierte Einheit fehlt, wie Intelligenzquotient, Marktpreis oder „Kundenzufriedenheit“, wird teilweise ebenfalls als Messung bezeichnet, siehe Operationalisierung (Messbarmachung).
Ein nur subjektiv beurteilbares Merkmal wie z. B. Schönheit (etwa einer Farbe) oder Schlauheit ist nicht allgemein anerkannt definiert und allein schon dadurch auch nicht quantitativ angebbar.
Werte, die zu klein sind, um mit heutigen Methoden gemessen werden zu können, werden zwar zuweilen als „unmessbar“ bezeichnet, sind aber lediglich „nicht erfassbar“.

### Physikalische Grenzen
In der Kopenhagener Deutung der Quantenmechanik nimmt die Messung einen entscheidenden Platz ein. Dies drückt sich darin aus, dass es neben der Schrödingergleichung, die die Zeitentwicklung eines quantenmechanischen Zustands beschreibt, auch eigene Gesetze zum Verhalten des Systems bei einer quantenmechanischen Messung gibt. Die Unschärferelation beschreibt außerdem eine fundamentale Grenze für Messungen, unabhängig von der Genauigkeit der Apparate. Aber auch in der klassischen Physik gibt es Grenzen für die Genauigkeit von Messungen, da jede Messung eine Wechselwirkung sein muss. Aus der Elektrotechnik kommt ein bekanntes Beispiel der Beeinflussung des Messobjektes durch die Messung selbst, siehe Rückwirkungsabweichung. Diese bewirkt, dass die Leerlaufspannung einer realen Spannungsquelle mit realen Messgeräten nicht exakt messbar ist.
Ferner ist zu bedenken, dass die Lichtgeschwindigkeit einen endlichen Wert aufweist, sodass die Information Zeit braucht, um vom beobachteten Objekt zum beobachtenden Subjekt zu gelangen. Daher sieht man immer ein Bild der Vergangenheit und kann nicht beobachten, was im exakten Zeitpunkt der Messung gerade passiert. Nicht einmal der Begriff „Gegenwart“ kann (nach der Relativitätstheorie) für zwei Beobachter derselbe sein, wenn sie sich gegeneinander bewegen.